# 双葉 (あいみょんの曲)
「双葉」（ふたば）は、あいみょんの楽曲。2022年3月24日に4作目の配信限定シングルとして、ワーナーミュージック・ジャパン内のレーベル「unBORDE」からデジタルリリースされた 。NHK『あいみょん18祭』テーマソング。

## 概要
作詞・作曲はあいみょん、編曲は立崎優介と田中ユウスケが共同で手掛けている。
楽曲は放送に先駆けて日本国内の18歳世代（17歳～20歳）の参加希望者から募った動画を見て制作されている。
2022年3月23日、NHK『あいみょん18祭』にてリモート演出による1,000人との共演でテレビ初披露された。本番はあいみょんの27歳の誕生日である3月6日に行われた。
ミュージック・ビデオは、同年3月31日に公開されている。メイキングムービーが、同年4月15日より一週間限定で公開された。

## チャート成績
2022年3月30日公開（集計期間：2022年3月21日～3月27日）のビルボード・ジャパンダウンロードチャートにて初週9,170DLを売り上げ、初登場3位を獲得し、翌週も7,669DLを売り上げ、同位をキープしている
。総合チャート「Japan Hot 100」では初週39位から翌週20位にランクアップした。

## テレビ披露
| 日付          | 放送局       | 番組名                                                         | 出典   |
| ------------- | ------------ | -------------------------------------------------------------- | ------ |
| 2022年3月23日 | NHK総合      | 「あいみょん18祭」                                             | [ 8 ]  |
| 2022年4月1日  | テレビ朝日系 | 「ミュージック・ステーション 春のレジェンド曲3時間スペシャル」 | [ 16 ] |